# NGC 968
NGC 968 је елиптична галаксија у сазвежђу Троугао која се налази на NGC листи објеката дубоког неба.
Деклинација објекта је + 34° 28' 50" а ректасцензија 2h 34m 6,1s. Привидна величина (магнитуда) објекта NGC 968 износи 12,6 а фотографска магнитуда 13,6. NGC 968 је још познат и под ознакама UGC 2040, MCG 6-6-56, CGCG 523-61, NPM1G +34.0064, PGC 9779.